# هوغو غريم
هوغو غريم (بالألمانية: Hugo Grimm)‏ (و. 1980  م) هو ممثل، وممثل مسرحي، وممثل أفلام، وممثل تلفزي ألماني.

## وصلات خارجية
- هوغو غريم على موقع IMDb (الإنجليزية)
- هوغو غريم على موقع ألو سيني (الفرنسية)
- هوغو غريم على موقع قاعدة بيانات الفيلم (الإنجليزية)
- هوغو غريم على موقع كينوبويسك (الروسية)

- هوغو غريم في قاعدة بيانات الأفلام على الإنترنت